# تحلية (عادة غذائية)
التحلية أو العُقْبَة (بالفرنسية: Dessert) هي أحد العادات التي تختتم بها الوجبة الغذائية وغالباً ما تكون هذه الوجبة حلوة الطعم ولكن ليس دائماً، وتكون هذه الأطعمة الحلوة مثل الحلويات أو الفواكه وفي بعض الأحيان ربما تكون عبارة عن بعض المشروبات مثل العصائر أو النبيذ. في بعض أجزاء العالم مناطق وسط وغرب أفريقيا ومعظم أجزاء الصين والهند لا توجد هذه العادة لاختتام الوجبة، أما في المنطقة العربية فتختلف هذه التحلية باختلاف العادات لكل منطقة فبعض المناطق معتادة على تقديم بعض المشروبات مثل الشاي المحلى أو القهوة المرة والبعض الآخر يستعمل الفاكهة وفي مناطق أخرى يتم استعمال الحلويات بأشكال متعددة.
يمكن أن ينطبق مصطلح التحلية على العديد من أنواع الحلويات، مثل البسكويت والكعك والكاسترد والجيلاتين والآيس كريم والمعجنات والفطائر وسلطة الفاكهة والكوكتيلات. توجد الفاكهة أيضًا بشكل شائع في عادات التحلية بسبب حلاوتها الطبيعية.

## علم أصول الكلمات
نشأت كلمة desservir في اللغة الفرنسية والتي تعني خدمة الطاولة أو مسح الطاولة، كان أول استخدام معروف لها في عام 1600م في دليل التثقيف الصحي بعنوان (Natural and artificial Directions for Health) للكاتب ويليام فوغان.
كما يوضح مايكل كروندل في كتابه (History of Dessert) عام 2013م أن المصطلح يشير إلى الحلوى التي يتم تقديمها بعد تنظيف الطاولة من الأطباق الأخرى.
ويعود المصطلح إلى القرن الرابع عشر ولكنه اكتسب معناه الحالي في بداية القرن العشرين، عندما تم استبدال (service à la française والتي تعني الخدمة الفرنسية) والمقصود بها (دورة الطعام: وضع مجموعة متنوعة من الأطباق على الطاولة في نفس الوقت) بـ (service à la russe" والتي تعني الخدمة الروسية) والمقصود بها (تقديم وجبة على دفعات).
أما في اللغة العربية التَّحْلِيَة: كلمة أصلها الاسم (تَحْلِيَةٌ) في صورة مفرد مؤنث وجذرها (حلو) وجذعها (تحلية) وتحليلها (ال + تحلية) ومعناها: جَعْلُ الشَّيْءِ حُلْوًا

## التاريخ
كانت الحلوى تقدّم للآلهة في بلاد ما بين النهرين القديمة [7]: 6 والهند القديمة [7]: 16 وفي العديد من الحضارات القديمة. [8] يعتقد أن الفاكهة المجففة والعسل هي من أوائل المحليات المستخدمة في معظم أنحاء العالم، لكن انتشار قصب السكر حول العالم في فترة لاحقة أدى لتطور أنواع الحلوى. [7]: 13